# Hade Vansen
Hadrian Howard, meglio conosciuto con il ring name Hade Vansen (Londra, 9 aprile 1982), è un attore ed ex wrestler inglese di origini egiziane, noto per i suoi trascorsi nella World Wrestling Entertainment tra il 2008 e il 2009.

## Nel wrestling

### Mosse finali
- Lifting DDT

### Manager
- Nikita

### Soprannomi
- "South City Thrilla"

## Titoli e riconoscimenti
- Frontier Wrestling Alliance
  - FWA All England Championship (1)
  - FWA British Heavyweight Championship (1)
- International Wrestling Association
  - IWA World Tag Team Championship (1) – con Jon Moxley
- wetside Xtreme wrestling
  - wXw World Lightweight Championship (1)